# ریچارد سوم
ریچارد سوم (۲ اکتبر ۱۴۵۲ – ۲۲ اوت ۱۴۸۵)، پادشاه انگلستان (از ۲۲ ژوئن ۱۴۸۳ تا ۲۲ اوت ۱۴۸۵) بود.
ریچارد سوم، آخرین پادشاه عصر قرون وسطای انگلستان بشمار می‌رود. او همچنین آخرین پادشاه انگلستان است که در میدان نبرد جنگید. با مرگ وی در نبرد بازوُرث فیلد، سلطنت ۳۳۱ ساله‌ی خاندان پِلَنتَژِنِت به پایان رسید.

## کودکی و جوانی
ریچارد، جوانترین فرزند خانواده‌اش بود و در زمان مرگ پدر و برادرش به دست افراد هِنری ششم، تنها ۸ سال داشت. در سن ۱۸ سالگی، باوجود آنکه از بیماری اِسکُلیوز رنج می‌برد، در نبردهای متعددی برای گرفتن انتقام خون خانواده‌اش و به پادشاهی رساندن برادرش اِدوارد شرکت کرد. او به سه زبان فرانسوی، لاتین و انگلیسی تسلط داشت و در یادگیری دروس فلسفه و یزدان‌شناسی، سرآمد دیگر اشراف بود.

## حکومت
عده‌ای بر این باورند که وی برای رسیدن به تاج و تخت، برادرزاده‌های خود که ملقب به «شاهزادگان برج» بودند را به قتل رساند. اما تا به امروز به دلیل کمبود مدارک کافی، تاریخ‌دانان بر سر این مسئله که آیا شاهزادگان به قتل رسیدند، به مرگ طبیعی فوت کردند یا توسط عمویشان در مکانی امن پنهان شدند، اختلاف نظر دارند. ریچارد، ۲۶ ماه سلطنت کرد. دوران حکومت او اگرچه کوتاه بود، اما در همین مدت وی تلاش کرد تا از قدرت اشراف‌زادگان بکاهد و وضعیت زندگی مردم عادی را بهبود بخشد.

## مرگ

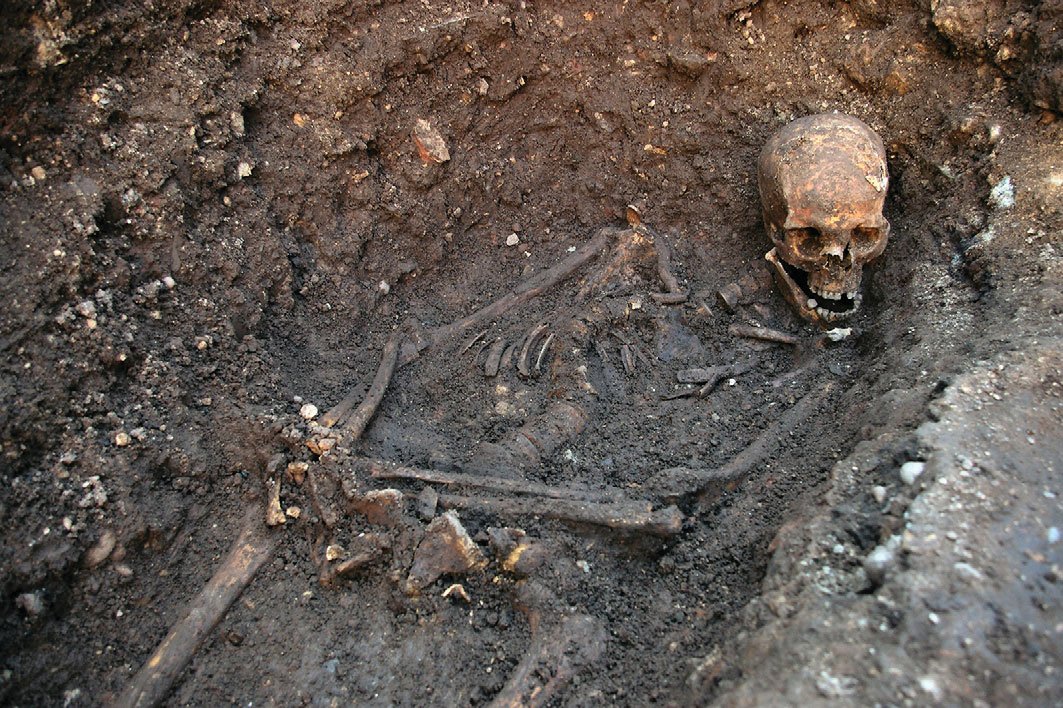
اسکلت کشف‌شدهٔ ریچارد در ۲۰۱۲

با مرگ او، خاندان لَنکِستِر بجای خاندان یورک بر تخت سلطنت نشست و به این ترتیب هنری تودور با عنوان هنری هفتم، پادشاه انگلستان شد.
در سال ۲۰۱۲ پژوهشگران دانشگاه لِستِر، اسکلت ریچارد را پس از پانصد سال در یک پارکینگ عمومی در شهر لستر که در گذشته کلیسای محل دفن این پادشاه در آن مکان قرار داشت، پیدا کردند. بقایای پیکر ریچارد، روز پنجشنبه ۲۶ مارس ۲۰۱۲ با حضور برخی از اعضای خاندان سلطنتی و هنرمندان سرشناس بریتانیا، در کلیسای جامع لستر به خاک سپرده شد.

## در فرهنگ عامه
داستان زندگی وی، موضوع نمایش‌نامه‌ای از ویلیام شِکسپیِر به نام ریچارد سوم شد. این نمایشنامه، یکی از مشهورترین و پرشخصیت‌ترین نمایشنامه‌های شکسپیر است، اما از لحاظ تاریخی صحّت چندانی ندارد. همچنین تمامی پرتره‌هایی که از ریچارد باقی مانده‌اند، سال‌ها پس از مرگ او و در دوران حکومت تودورها کشیده شده‌اند، بنابراین نمی‌توان بطور قطع درمورد خصوصیات ظاهری‌اش اظهار نظر کرد.